# 성거초등학교
성거초등학교는 대한민국 충청남도 천안시 서북구에 있는 공립 초등학교이다.

## 학교 연혁
- 1936년 5월 11일: 설립인가
- 1936년 6월 1일: 개교
- 1938년 4월 1일: 성거공립심상소학교로 개칭
- 1941년 4월 1일: 성거공립국민학교로 개칭
- 1950년 6월 11일: 성거국민학교로 개칭
- 1981년 3월 1일: 병설유치원 개원
- 1996년 3월 1일: 성거초등학교로 개칭
- 2016년 3월 1일: 36학급(특수 2학급) 편성
- 2017년 2월 14일: 제76회 졸업
- 2017년 3월 1일: 36학급(특수 2학급) 편성
- 2018년 2월 9일: 제77회 졸업
- 2019년 2월 15일: 제78회 졸업
- 2019년 3월 1일: 34학급(특수 2학급) 편성
- 2023년 1월 3일: 제 82회 졸업

## 참고 문헌
- 성거초등학교 - 한국교육학술정보원 학교알리미